# Floyd Gottfredson
Pour les articles homonymes, voir Gottfredson.
Arthur Floyd Gottfredson, né le 5 mai 1905 à Kaysville dans l'Utah (États-Unis) et mort le 22 juillet 1986 à Montrose en Californie (États-Unis), est un auteur de bande dessinée américain. Dessinateur et auteur principal du comic strip Mickey Mouse de 1931 à 1975, c'est avec Carl Barks l'un des artistes Disney les plus célébrés.

## Biographie
Il est engagé aux Studios Disney en 1929 comme intervalliste pour l'animation.
Walt Disney lui confie le comic strip Mickey Mouse au départ d'Ub Iwerks en avril 1930 alors qu'il n'est qu'un employé récent de la division "animation" de Disney. D'abord rétif, il est convaincu par Disney qui lui fait valoir que cet emploi n'est que temporaire. Il reprend alors le scénario de Mickey dans la vallée infernale (débuté le 1er avril) abandonné par Walt Disney et y intègre les personnages des courts-métrages. Son poste est officialisé par Disney le 5 mai 1930 tout en restant limité dans le temps. L'histoire se poursuit jusqu'en septembre 1930.
Il continue à scénariser et à illustrer les aventures de Mickey en bandes dessinées jusqu'au 15 novembre 1975, date à laquelle il prend sa retraite. Le Mickey de Gottfredson reste la référence pour tous les auteurs qui ont suivi. On doit à cet auteur les physiques définitifs de Dingo et Pat Hibulaire, ainsi que des personnages comme le Commissaire Finot, Iga Biva ou le Fantôme noir.
De 1930 à 1932, en plus des dessins il écrit les histoires qu'il dessine.
De 1932 à 1938, il dessine  les pages dominicales en plus des quotidiennes.
Entre 1930 et 1946, il est le directeur du département bande quotidienne chez Disney.
On peut noter quelques évènements grâce à son abondante production qui avait un tirage quotidien. Ainsi Gottfredson ne produit aucun dessin entre juin 1945 et avril 1946. C'est après son retour à la production qu'il entame la production d'histoires de longueurs identiques sur 12 bandes au lieu des durées aléatoires précédentes.
Comme Carl Barks (Donald Duck) et comme tous les dessinateurs Disney, Gottfredson n'est autorisé à signer aucune de ses bandes dessinées. Son nom commence à être connu des fans au cours des années 1960, et des rééditions d'aventures de Mickey mentionnent officiellement son existence dans les années 1970.
Floyd Gottfredson est devenu une Disney Legend en 2003.

## Filmographie (comme animateur)
- 1930 : Summer (assistant)
- 1930 : Autumn (assistant)
- 1930 : Cannibal Capers

## Prix et récompenses
- 1983 : Prix Inkpot
- 2006 : Temple de la renommée Will Eisner (à titre posthume)